# Gyrinus thurtarus
Gyrinus thurtarus is een keversoort uit de familie van schrijvertjes (Gyrinidae). De wetenschappelijke naam van de soort is voor het eerst geldig gepubliceerd in 1989 door Ali & Jasim.